# Naturschutzgebiet Keetzseen
Koordinaten: 53° 16′ 50,6″ N, 13° 7′ 42,6″ O
Das Naturschutzgebiet Keetzseen ist ein 330 Hektar umfassendes Naturschutzgebiet in Mecklenburg-Vorpommern drei Kilometer südlich des Ortes Fürstensee. Es umfasst den Großen und den Kleinen Keetzsee sowie die umliegenden Bereiche mit weiteren Kleingewässern, wie etwa den Buttersee, den Mummelsee und die Drei Pöhler. Die Ausweisung erfolgte am 2. März 1972 und umfasste zunächst nur den Mummelsee bei Drewin. Das Gebiet wurde im Jahr 1994 erweitert. Die Bundesstraße 96 bildet die Westgrenze.
Der Schutzzweck besteht im Erhalt eines strukturreichen Wald- und Seengebietes mit seltenen Tier- und Pflanzenarten. Das Naturschutzgebiet befindet sich im Naturpark Feldberger Seenlandschaft und ist nach EU-Recht als FFH-Gebiet eingestuft. Der aktuelle Gebietszustand wird als gut angesehen. Die Errichtung von Stauen im Jahr 1994 wirkte sich positiv auf den Wasserhaushalt aus. Ein Wanderweg quert das Gebiet, beginnend an der Bundesstraße 96 bei Drewin.

## Geschichte und Wasserhaushalt
Die Weichseleiszeit führte zur Endmoränenaufschüttung sechs Kilometer nördlich. Das Naturschutzgebiet befindet sich in einer der Endmoräne vorgelagerten Sanderfläche, in der Dünen aufgeweht wurden, Schmelzwässer abflossen und Toteisformen zurückblieben. Die beiden Keetzseen sind vom Grundwasser durchströmte Rinnenseen. Die Flächen im Gebiet wurden bis in das 19. Jahrhundert landwirtschaftlich genutzt. Ab den 1850er Jahren wurden die bis dahin abflusslosen Seen miteinander verbunden. Der Grundwasserspiegel senkte sich in Folge um einen Meter und höher gelegene Flächen konnten aufgeforstet werden. Der nördliche Teil des heutigen Schutzgebiets war ab 1930 militärisches Sperrgebiet. Die Sprengung des Munitionswerks Fürstensee im Jahr 1945 führte zu einem Waldbrand. Aktuell werden die Wälder forstlich genutzt. In den beiden Keetzseen findet Fischerei statt.

## Pflanzen- und Tierwelt
Seltene Armleuchteralgen-Grundrasen sind in den beiden Keetzseen zu finden, weiterhin Mittleres Nixkraut und Tausendblatt. Die Moorseen weisen Schwimmdecken mit Torfmoosen auf. Fischadler, Kranich, Rohrweihe Rohrdommel, Rot- und Schwarzmilan, Schwarz- und Buntspecht kommen vor. Der Fischotter lebt im Gebiet. Zahlreiche Libellenarten wurde nachgewiesen, darunter Grüne Mosaikjungfer, Östliche und Große Moosjungfer.